# Stephen Rea

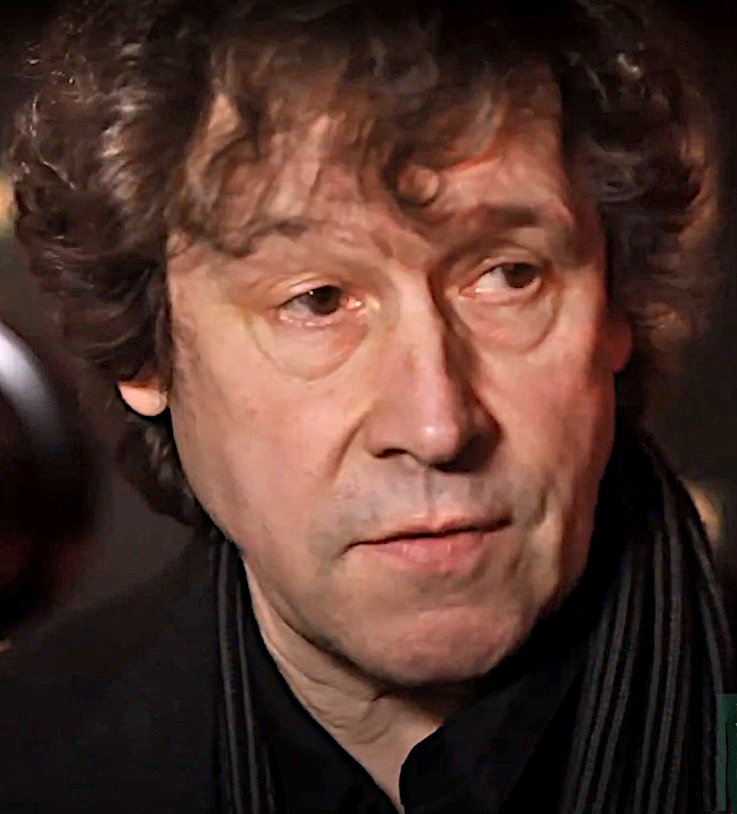
Stephen Rea (2012)

Stephen Rea (/ˈreɪ/; * 31. Oktober 1946 in Belfast, Nordirland) ist ein irischer Schauspieler.

## Leben
Nach einigen Jahren als Schauspieler an irischen und englischen Theatern und rund zwei Jahrzehnten in mehr oder weniger unbedeutenden Filmrollen wurde Stephen Rea 1992 über Nacht bekannt als Fergus in Neil Jordans The Crying Game, für den er 1993 als bester männlicher Hauptdarsteller für den Oscar nominiert wurde.
Seine Schauspielausbildung absolvierte er an der Abbey Theatre School. In den 1970er- und 1980er-Jahren pendelte er beständig zwischen Theater, Fernsehen und Film. Am Theater gehörten Gabriel Byrne und Colm Meaney zu seinen Kollegen. Sein Filmdebüt hatte er 1970 in einer winzigen Nebenrolle in dem Horrorstreifen Der Todesschrei der Hexen mit Vincent Price. Seine erste größere Rolle verschaffte ihm Neil Jordan 1980 in dem Film Angel, der als Prequel von The Crying Game gilt. Rea und Jordan drehten inzwischen zwölf gemeinsame Filme, zuletzt Greta (2018).
1995 spielte er markant in Citizen X einen Gerichtsmediziner in einer zwölf Jahre dauernden Suche nach einem Serienmörder im Russland der 1980er Jahre. Im Jahr 2001 wirkte Rea im Filmdrama On the Edge mit. 2003 verkörperte er in Bloom den Leopold Bloom des James Joyce. In der aufwändigen Comic-Verfilmung V wie Vendetta spielte er 2006 eine der Hauptrollen als von seinem Gewissen geplagter, für ein diktatorisches Regime arbeitender Polizeibeamter.
2015 erhielt er für seine Rolle in der Serie The Honourable Woman einen British Academy Television Award als bester Nebendarsteller.
Von 1983 bis 2003 war der republikanische Protestant mit der ehemaligen IRA-Kämpferin Dolours Price verheiratet, mit der er zwei Söhne hat.

## Filmografie (Auswahl)
- 1964: Crossroads (Fernsehserie)
- 1967: Sanctuary (Fernsehserie)
- 1969: Z Cars (Fernsehserie)
- 1970: Der Todesschrei der Hexen (Cry of the Banshee)
- 1970: Task Force Police (Fernsehserie)
- 1972: The Moonstone (Fernsehserie)
- 1974: Thriller (Fernsehserie)
- 1975: Days of Hope (Fernsehserie)
- 1975: I Didn’t Know You Cared (Fernsehserie)
- 1977: BBC2 Play of the Week (Fernsehserie)
- 1978: On a Paving Stone Mounted (Fernsehserie)
- 1978: Play of the Month (Fernsehserie)
- 1978: The Professionals (Fernsehserie)
- 1978: BBC2 Playhouse (Fernsehserie)
- 1979: Play for Today (Fernsehserie)
- 1980: Tödliches Geheimnis (Caleb Williams, Fernseh-Mehrteiler)
- 1982: Angel
- 1982: Joyce in June (Fernsehfilm)
- 1983: Loose Connections
- 1984: Minder (Fernsehserie)
- 1984: Shergar (Fernsehfilm)
- 1984: Die Zeit der Wölfe (The Company of Wolves)
- 1984: The House (Fernsehfilm)
- 1985: Four Days in July (Fernsehfilm)
- 1985: The Doctor and the Devils
- 1986: Boon (Fernsehserie)
- 1987: Lost Belongings (Fernsehserie)
- 1989: Endgame by Samuel Beckett (Fernsehfilm)
- 1989: Nobody Here But Us Chickens (Fernsehfilm)
- 1990: Not with a Bang (Fernsehserie)
- 1991: Life is Sweet
- 1991: Saint Oscar (Fernsehfilm)
- 1992: The Crying Game
- 1993: Saturday Night Live (Fernsehserie)
- 1993: Bad Behaviour
- 1993: Hedda Gabler (Fernsehfilm)
- 1993: Performance (Fernsehserie)
- 1994: Angie
- 1994: Prêt-à-Porter
- 1994: Interview mit einem Vampir (Interview with the Vampire: The Vampire Chronicles)
- 1994: Princess Caraboo
- 1995: All Men Are Mortal
- 1995: Der Teufel und die tiefe blaue See (Between the Devil and the Deep Blue Sea)
- 1995: Citizen X
- 1995: Shadow of a Gunman (Fernsehfilm)
- 1995: Divine Magic: The Witch Hunt (Fernsehfilm, nur Stimme)
- 1996: Divine Magic: The World of the Supernatural – Messengers of the Gods (Fernsehfilm)
- 1996: Das Verbrechen des Jahrhunderts (Crime of the Century, Fernsehfilm)
- 1996: Michael Collins
- 1996: Last of the High Kings (The Last of the High Kings, Summer Fling)
- 1996: Trojan Eddie
- 1997: Das letzte Attentat (A Further Gesture)
- 1997: Cypher
- 1997: Fever Pitch
- 1997: Hacks
- 1997: Der Schlächterbursche (The Butcher Boy)
- 1998: Still Crazy
- 1998: This Is My Father
- 1999: Das Mädchen und der Fotograf (Guinevere)
- 1999: Jenseits der Träume (In Dreams)
- 1999: Das Ende einer Affäre (The End of the Affair)
- 1999: The Life Before This
- 2000: The King’s Wake (nur Stimme)
- 2001: Armadillo
- 2001: On the Edge
- 2001: Snow in August
- 2001: The Musketeer
- 2001: Horrible Histories (Fernsehserie)
- 2002: Copenhagen
- 2002: Evelyn
- 2002: FearDotCom
- 2003: Bloom
- 2004: The I Inside – Im Auge des Todes (The I Inside)
- 2004: Control – Du sollst nicht töten (Control)
- 2004: Fluent Dysphasia
- 2004: Proud
- 2004: Romeo and Me
- 2004: The Good Shepherd
- 2004: The Halo Effect
- 2005: Breakfast on Pluto
- 2005: River Queen
- 2005: Ein Haus in Irland (Tara Road)
- 2005: V wie Vendetta (V for Vendetta)
- 2006: Celebration
- 2006: Sisters – Tödliche Schwestern (Sisters)
- 2006: Sixty Six
- 2007: Until Death
- 2007: The Reaping – Die Boten der Apokalypse (The Reaping)
- 2007: Stuck
- 2008: Kisses
- 2008: The Heavy
- 2008: Devil’s Mercy
- 2008: Metamorphosis
- 2009: Spion(e) (Espions)
- 2009: Purple America
- 2009: Law & Order: Special Victims Unit (Fernsehserie)
- 2009: Nothing Personal
- 2009: Ondine – Das Mädchen aus dem Meer (Ondine)
- 2011: Blackthorn
- 2011: The Shadow Line (Fernsehserie)
- 2012: Underworld: Awakening
- 2012: Werwolf – Das Grauen lebt unter uns (Werewolf: The Beast Among Us)
- 2013: Utopia (Fernsehserie)
- 2014: The Honourable Woman
- 2014: The Curse of Styria aka Styria
- 2018: Black 47 (Black ’47)
- 2018: Counterpart (Fernsehserie, 7 Folgen)
- 2018: Greta
- 2020: Ich schweige für dich (The Stranger, Fernsehserie, 8 Folgen)
- 2022: The English (Miniserie, 4 Folgen)